# Stepán Sargsián
Stepán Sargsián –en armenio, Ստէփան Սարգսյան; en ruso, Степан Саркисян, Stepán Sarkisián– (Shamut, 15 de septiembre de 1967) es un deportista soviético de origen armenio que compitió en lucha libre.
Participó en los Juegos Olímpicos de Seúl 1988, obteniendo la medalla de plata en la categoría de 62 kg. Ganó una medalla de oro en el Campeonato Europeo de Lucha de 1988, en la misma categoría.

## Palmarés internacional
| Juegos Olímpicos   | Juegos Olímpicos         | Juegos Olímpicos | Juegos Olímpicos |
| Año                | Lugar                    | Medalla          | Categoría        |
| ------------------ | ------------------------ | ---------------- | ---------------- |
| 1988               | Seúl (Corea del Sur)     | Medalla de plata | 62 kg            |
| Campeonato Europeo |                          |                  |                  |
| Año                | Lugar                    | Medalla          | Categoría        |
| 1988               | Mánchester (Reino Unido) | Medalla de oro   | 62 kg            |